# Розсохуватська сільська рада (Маловисківський район)
| Розсохуватська сільська рада — колишній орган місцевого самоврядування у Маловисківському районі Кіровоградської області з адміністративним центром у с. Розсохуватка. Сільській раді підпорядковані населені пункти: - с. Розсохуватка |

## Склад ради
Рада складається з 12 депутатів та голови.

### Керівний склад ради
| ПІБ                          | Основні відомості                                                               | Дата обрання | Дата звільнення |
| ---------------------------- | ------------------------------------------------------------------------------- | ------------ | --------------- |
| Пахомов Анатолій Тимофійович | Сільський голова, 1948 року народження, освіта, член народної партії            | 26.03.2006   | 31.10.2010      |
| Савенко Віктор Анатолійович  | Сільський голова, 1983 року народження, освіта середня спеціальна, безпартійний | 31.10.2010   |                 |

Примітка: таблиця складена за даними джерела

## Населення
Згідно з переписом УРСР 1989 року чисельність наявного населення сільської ради становила 648 осіб, з яких 301 чоловік та 347 жінок.
За переписом населення України 2001 року в сільській раді мешкало 609 осіб.

### Мова
Розподіл населення за рідною мовою за даними перепису 2001 року:
| Мова       | Відсоток |
| ---------- | -------- |
| українська | 94,26 %  |
| молдовська | 3,28 %   |
| російська  | 2,30 %   |
| вірменська | 0,16 %   |